# 斯捷克良纳亚湾
斯捷克良纳亚湾（俄语：Бухта Стеклянная）是乌苏里湾西部的海湾，属滨海边疆区符拉迪沃斯托克城区苏维埃区管辖。它的海滩是由海浪卷起的玻璃和瓷器碎片形成的，覆盖5米到10米宽，每粒大小在2厘米到5厘米间，在1967年到2012年间它充当附近瓷器厂的垃圾填埋场。远东联邦大学的科学家预测这个海滩可能在一代人时间内消失，俄罗斯第一频道报道部分当地居民认为消失的原因是所谓“中国游客盗窃”和自然磨损。